# Nowi Iskyr
Nowy Iskyr (bułg. Нови Искър, Novi Iskyr) – miasto w Bułgarii; 14 tys. mieszkańców (2006).